# Самоциці
Самоциці (пол. Samocice) — село в Польщі, у гміні Болеслав Домбровського повіту Малопольського воєводства.
Населення — 679 осіб (2011).
У 1975-1998 роках село належало до Тарновського воєводства.

## Демографія
Демографічна структура станом на 31 березня 2011 року:
|          | Загалом | Допрацездатний вік | Працездатний вік | Постпрацездатний вік |
| -------- | ------- | ------------------ | ---------------- | -------------------- |
| Чоловіки | 340     | 62                 | 227              | 51                   |
| Жінки    | 339     | 65                 | 184              | 90                   |
| Разом    | 679     | 127                | 411              | 141                  |